# Sacramenta
Sacramenta é um bairro de  Belém, Pará no Distrito Administrativo da Sacramenta (DASAC), que pelo nome, cujo bairro é a sede, próximo aos bairros: Barreiro, Maracangalha, Pedreira, Marambaia e Telégrafo. No bairro destacam-se pontos como o shopping IT center, a praça João dias Paes, conhecida como praça do Jaú, a feira da São Benedito, a Paróquia  de São Sebastião, a UPA da Sacramenta e na Lomas Valentinas, um centro comunitário que presta serviços à população das proximidades, com aulas para crianças, festividades  e aulas de capoeira. É um dos 71 bairros de Belém e tem esse nome em referência a rampa edificada no local.

## Histórico
O bairro teve sua origem por volta dos anos 20 do século XX e seu nome provém da antiga rampa da Sacramenta, que se encontrava às margens da Baía do Guajará. Inicialmente pensado como um bairro residencial e construído sobre terrenos alagadiços, teve seu desenvolvimento urbano a partir de instalações de empresas como FACEPA, Gelar, Saveiro e Guaraná Simões, que produzia as suas próprias garrafas. Segundo relatos, sua primeira rua foi a Pedro Miranda, onde a linha de ônibus chegava até a Travessa Lomas Valentina e levava os trabalhadores ao centro. Durante a ditadura militar e principalmente na década de 1980 se constituíram fortes movimentos sociais urbanos que lutavam por melhores condições de vida da população da periferia. A Sacramenta era um dos bairros mais mobilizados à época. 

### Bairros do Marco e Sacramenta
“Na Sacramenta desde tempos longínquos, de antes mesmo do surgimento do bairro, um latifundiário chamado Clóvis Ferro Costa, advogado, rico, político de prestígio ao tempo da ditadura getulista, no âmbito do Norte, intitulava-se proprietário de uma extensa gleba, que se estendia da Senador Lemos e avançava pelo bairro da Pedreira (…) abrangiam as áreas por trás do Instituto Catarina Labouré, a partir hoje, mais ou menos, da Seccional Urbana, alcançando Antônio Everdosa, Pedro Miranda e, longitudinalmente, até, aproximadamente, a Lomas Valentinas (…) [no dia 12 de outubro de 1953, os irmãos Clóvis e Urbano Costa adquiriram a área pela importância de CR$ 600 mil]
Durante as décadas de 60 e 70, a comunidade foi desbravando e se alojando no local. Já no final de 70, quando quase toda a área estava habitada, começou a briga pela posse (…)”    
[ Foto-mapa] 
O trecho acima está no livro Sacramenta 90 anos de história, de João Guilherme de Araujo (2013), parte da área descrita está delimitada entre as linhas vermelhas na foto. Nota-se a grande dimensão do terreno. Lúcio Flávio Pinto dá notícia em seu Jornal Pessoal nº 615 (2ª Quinzena/Agosto 2016) de outra extensa área no bairro do Marco, aparentemente sem identificação com a anterior, mas com proximidade temporal.

### Pontos de Referências
Fábrica Jaú, d. 1960 / Revista Belém 350 anos (1966)
“O progresso paraense tem hoje, como suporte, todo um complexo comercial-industrial, em íntima conexão com o desenvolvimento de sua super-estrutura social, consubstanciando o processo democrático brasileiro que vai nivelando as classes, suprimindo privilégios, identificando as diversas camadas sociais, como ademais, em tôda a extensão do imenso território nacional. E o que vemos é a distinção das categorias profissionais ou grupos sociais por uniformes convencionais, em substituição da indumentária individual não distinguindo, mas, diferenciando cidadãos. O abastecimento do mercado interno do Pará dos chamados uniformes com o desviar do Estado substanciais recursos que, aproveitados na região, poderiam ajudar seu desenvolvimento. E êste terá sido o espírito que moveu a criação da JAU - Indústria e Comércio S.A., que hoje tem um papel importante no parque industrial belenense, com o fabrico de uniformes tanto militares, como civis, tôda a linha de confecções em tecidos, antes importada, e mais, competindo em perfeição, com o melhor que se produz noutros centros industriais”.
Revista Belém 350 anos (1966)
Rampa da Sacramenta, blv. Castilhos França. d. 1900 / Província do Pará de 13 de janeiro de 1979
“A foto retrata justamente uma faixa que não se pode conceber que tenha sido assim. A baía do Guajará ia até próximo aos velhos casarões do Boulevard [Castilhos França]. Procurando avista-se o Colégio Santo Antônio com a torre da igreja e logo em seguida o prédio onde foi a primeira sede do jornal ‘O Liberal’, seguindo-se os dois prédios iguais e mais baixos e um outro que não existe mais e hoje é a agência da Moore McCormack. Em seguida vem o prédio onde foi a Praticagem da Barra e outro junto onde era o escritório, ou ainda é do deputado Alacid Nunes.
Dois detalhes interessantes.
A embarcação maior atracada é a alvarenga 'Cangussu’ da ENASA e que na época deveria pertencer a Amazon River (…) As embarcações pequenas devem ser as 'catraias’ da época, que atendiam navios por falta de local para atracarem. Eram a remo”.
Silio Bibas - Província do Pará de 13 de janeiro de 1979

O Regatão, av. Senador Lemos 3273 / Guia Turístico do Pará (c. 1970)
“Na mesma Senador Lemos, mais acima, ‘próximo a Gelar’ - a tradicional fábrica de picolé de Belém -, para quisesse forrar o estômago antes de mergulhar de vez na noite, havia o Regatão. Com seu anúncio de proa de barco a saudar o navegante noturno, muita água rolou sob o tombadilho desse bravo mascate culinário. A comida, se bem me lembro, não era das piores, longe disso (…)”
Elias Pinto - O mapa do tesouro da boemia dos tempos idos, Diário do Pará, 27 de janeiro de 2013

## Principais Ruas
- Avenida Pedro Álvares Cabral
- Avenida Senador Lemos
- Travessa Mauriti
- Travessa Angustura
- Passagem Alferes Costa

## Linhas de ônibus e Pontos
Na Av. Sen. Lemos, 3210 encontra-se o ponto de ônibus mais utilizado, atualmente o bairro conta com 19 linhas de ônibus(pode haver mais) que atendem as necessidades dos cidadãos que trabalham no centro, ou que vem do centro, dentre elas estão: 
- Sacramenta Nazaré
- Sacramenta Humaitá
- Telegráfo Ver-o-peso
- TAPANÃ pte. Vargas
- 40 Horas
- Cabanagem
- CDP Providência
- Águas Lindas
- Tenoné
- Conjunto Maguari
- Canarinho